# Filo Tiatia
Pour les articles homonymes, voir Tiatia.

a Compétitions nationales et continentales officielles uniquement.

b Matchs officiels uniquement.
Dernière mise à jour le 6 février 2022.
Filogia Ian Tiaitia, plus simplement connu comme Filo Tiatia, né le 4 juin 1971 à Wellington (Nouvelle-Zélande), est un joueur néo-zélandais de rugby, évoluant au poste de troisième ligne (numéro 8 ou troisième ligne aile).

## Biographie
De descendance samoane, il a toujours souhaité porter la tenue prestigieuse des All-Blacks, ce qui est arrivé sur le tard à l’âge de 29 ans. Son jeune frère Ace Tiatia, talonneur, a porté les couleurs de l’équipe des Samoa.
Après des débuts internationaux contre les Tonga le 16 juin 2000 pour une victoire mémorable 102-0 à Albany où il inscrit un essai, il ne joue qu’un seul autre match avec les Blacks contre l’Italie.
Il a rendu longtemps de solides services à Wellington et aux Hurricanes avant de signer un contrat en Europe.
Il joue avec les Ospreys en coupe d'Europe et dans la Ligue Celte.

## Club
- Wellington (NPC)  Nouvelle-Zélande
- Hurricanes 1996-2001 Super 12  Nouvelle-Zélande
- Ospreys  Pays de Galles 2006-2011

## Palmarès

### En club
- 56 matchs de Super 12/14 de 1996 à 2001

### En équipe nationale
- 2 test matchs
- 2 essais avec les Blacks
- Nombre de sélections par année : 2 en 2000.